# Harley A. Wilhelm
Harley A. Wilhelm (Ellston, Iowa, 5 de agosto de 1900 – Story City, Iowa, 7 de outubro de 1995) foi um químico estadunidense, que ajudou a estabelecer  o Ames Laboratory do Departamento de Energia dos Estados Unidos na Universidade Estadual de Iowa. Seu processo de extração de urânio ajudou a tornar possível ao Projeto Manhattan construir a primeira bomba atômica.